# Joseph Losey
Joseph Losey (ur. 14 stycznia 1909 w La Crosse, zm. 22 czerwca 1984 w Londynie) – amerykański reżyser filmowy i teatralny, tworzący głównie w Wielkiej Brytanii. Sporadycznie był również scenarzystą i producentem filmowym.
Losey stworzył swój oryginalny styl, ukazując w swych filmach wielkie namiętności i nacechowane często osobliwym okrucieństwem związki międzyludzkie. Prezentował często drażliwe problemy społeczne.
W 1952 ze względu na swoje lewicowe poglądy został w okresie tzw. „polowania na czarownice”, zapoczątkowanego przez senatora Josepha McCarthy’ego, wpisany na czarną listę Hollywood. Opuścił wówczas Stany Zjednoczone i zaczął realizować filmy w Europie, najczęściej w Wielkiej Brytanii. Do USA na stałe już nigdy nie powrócił.
Wielokrotnie współpracował z brytyjskim dramaturgiem, późniejszym laureatem literackiej Nagrody Nobla, Haroldem Pinterem, który był autorem scenariuszy do kilku najważniejszych filmów Loseya (Służący, Wypadek, Posłaniec). Za ostatni z wymienionych filmów Losey zdobył Złotą Palmę na 24. MFF w Cannes w 1971. Rok później przewodniczył obradom jury konkursu głównego na 25. MFF w Cannes.

## Filmografia

### Reżyser
- 1939: Pete Roleum i jego kuzyni
- 1941: Youth Gets A Break
- 1941: A Child Went Forth
- 1945: Broń w jego ręce
- 1947: Leben des Galilei
- 1948: Chłopiec z zielonymi włosami
- 1950: Poza prawem
- 1951: Morderca
- 1951: The Prowler
- 1951: The Big Night
- 1952: Imbarco a mezzanotte
- 1954: Śpiący tygrys
- 1955: Człowiek na plaży
- 1956: The Intimate Stranger
- 1957: Czas bez litości
- 1958: Cyganka i dżentelmen
- 1959: Inspektor Morgan prowadzi śledztwo
- 1959: First on the Road
- 1960: Przestępca
- 1962: Fabryka nieśmiertelnych
- 1962: Ewa
- 1963: Służący
- 1964: Za króla i ojczyznę
- 1966: Modesty Blaise
- 1967: Wypadek
- 1968: Tajna ceremonia
- 1968: Boom
- 1970: Sylwetki na horyzoncie
- 1971: Posłaniec
- 1972: Zabójstwo Trockiego
- 1973: Dom lalki
- 1975: Romantyczna Angielka
- 1975: Galileo Galilei
- 1976: Pan Klein
- 1978: Drogi na południe
- 1979: Don Giovanni
- 1982: Pstrąg
- 1985: Łaźnia